# Geraldo Mattos
Geraldo Mattos Gomes dos Santos (Teresópolis, 28 giugno 1931 – Curitiba, 23 marzo 2014) è stato uno scrittore ed esperantista brasiliano.

## Biografia
Tra le sue opere si ricordano il dramma La Tento de la Junulo, ispirato alla vita di Ludwik Lejzer Zamenhof, e la tragedia Ivan la Sesa, sulla vita dello zar Ivan VI di Russia.
Presidente dell'Akademio de Esperanto dal 1998 al 2007, è stato membro onorario della Kolombia Esperanto-Ligo. Redattore della rivista Monato dal 1998.

## Opere

### Racconti
- La Nigra Spartako, racconto sulla schiavitù ambientato nel XVII secolo

### Poesia
- Arcxo, raccolta di 109 sonetti
- Miniaturoj
- Ritmoj de Vivo
- Centjara Esperanto: jubilea libro de Akademianoj (redaktanto)
- La deveno de Esperanto
- La servorajto
- Barbaraj sonoj kaj sonetoj
- Apartaj mondoj: verboj kaj participoj
- En la komenco estas la vorto
- Introdução à Língüística Matemática

| Controllo di autorità | VIAF (EN) 72500011 · ISNI (EN) 0000 0003 7387 2750 · LCCN (EN) no2009166605 · GND (DE) 130448109 |